# قلعه هینوئه

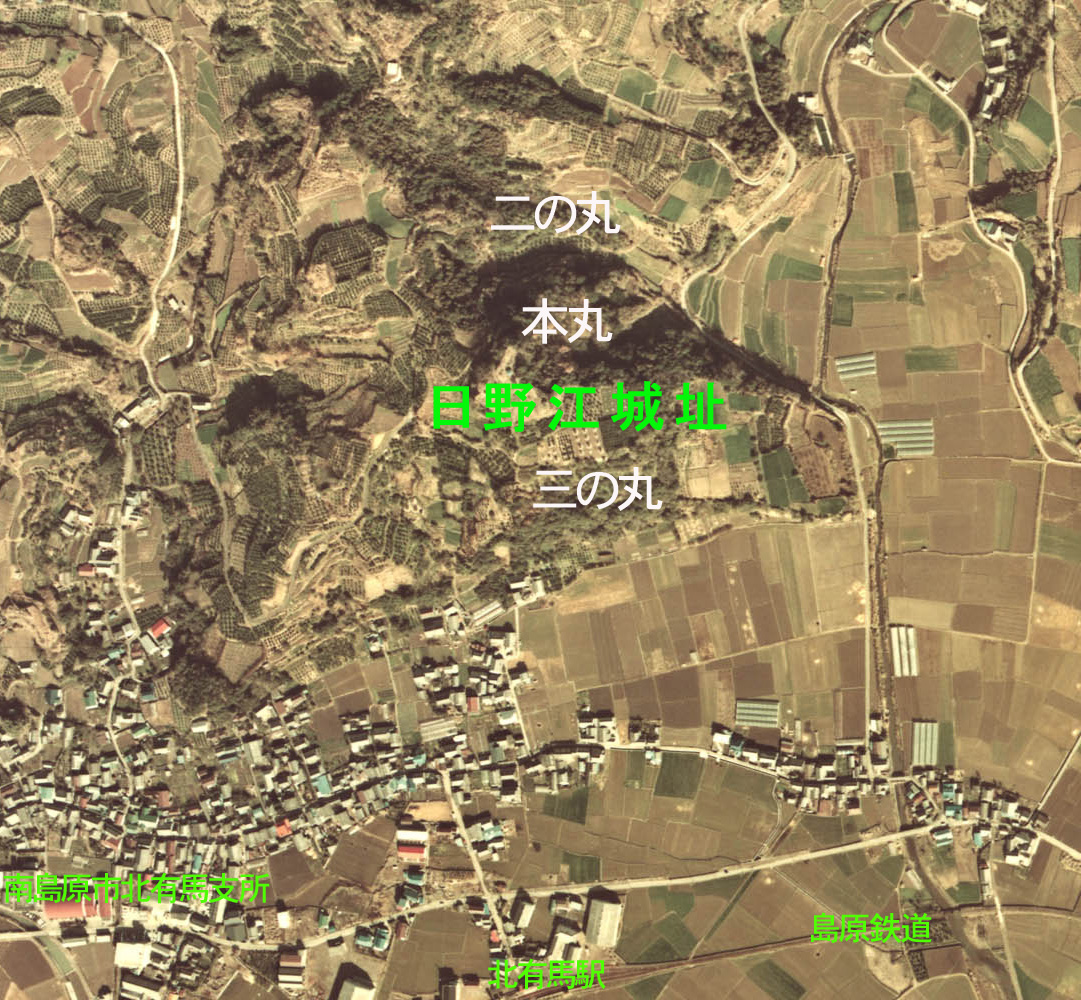
باقیمانده خرابه‌های قلعه در جایی که به رنگ سبز نوشته شده است

قلعه هینوئه (به ژاپنی: 日野江城 Hinoe-jō) یک قلعه ژاپنی واقع در مینامی‌شیمبارا، ناگاساکی، استان ناگاساکی، در ژاپن بود. این قلعه در اصل در قرن سیزدهم ساخته شده و به خاندان آریما تعلق داشته، و محل اقامت یک دایمیوی مسیحی بود. در سال ۱۶۳۷، در طول شورش شیمابارا، توسط نیروهای شوگون‌سالاری توکوگاوا سوزانده شد. خرابه قلعه هنوز هم دیده می‌شود.